# Markt Sankt Martin
Markt Sankt Martin (ungarisch Sopronszentmárton, Szentmárton; kroatisch Sveti Martin) ist eine Marktgemeinde im Bezirk Oberpullendorf im Burgenland in Österreich.

## Geografie
Die Gemeinde liegt im Mittelburgenland. Teile des Gemeindegebietes gehören zum Naturpark Landseer Berge. Der ehemalige Vulkan Pauliberg und seine Umgebung (Landseer Bucht) sind geologisch untersucht.
Gemeindegliederung
Das Gemeindegebiet umfasst folgende drei Ortschaften (in Klammern Einwohnerzahl Stand 1. Jänner 2024):
- Landsee (280) samt Blumau
- Markt Sankt Martin (802)
- Neudorf bei Landsee (200)

Die Gemeinde besteht aus den Katastralgemeinden Landsee, Neudorf bei Landsee und St. Martin.
Nachbargemeinden
| Wiesmath (WB)                    | Kobersdorf, Weppersdorf                     | Lackenbach      |
| Hollenthon (WB) Kirchschlag (WB) | Kompassrose, die auf Nachbargemeinden zeigt | Unterfrauenhaid |
| Weingraben                       | Kaisersdorf                                 | Neutal          |

## Geschichte
Vor Christi Geburt war das Gebiet Teil des keltischen Königreiches Noricum und gehörte zur Umgebung der keltischen Höhensiedlung Burg auf dem Schwarzenbacher Burgberg.
Während der Römerzeit lag das heutige Markt Sankt Martin in der Provinz Pannonia.
Der Ort gehörte – wie das gesamte Burgenland – bis 1920/21 zum Königreich Ungarn (Deutsch-Westungarn). Ab 1898 musste aufgrund der Magyarisierungspolitik der Regierung in Budapest der ungarische Ortsname Sopronszentmárton verwendet werden.
Nach Ende des Ersten Weltkrieges wurde nach zähen Verhandlungen Deutsch-Westungarn in den Verträgen von St. Germain und Trianon 1919 Österreich  zugesprochen. Der Ort gehört seit 1921 zum neu gegründeten Bundesland Burgenland (siehe auch Geschichte des Burgenlandes).
1931 wurde die Gemeinde Schwabenhof, welche mit Markt Sankt Martin Beziehungen im Bereich der Verwaltung und der Pfarre pflegte, trotz Ablehnung des Neutaler Gemeinderates, nach Neutal eingemeindet.
Der später hinzugekommene Ortsteil Neudorf wurde erstmals 1583 bei der Teilung des Erbes von Johann Csòron (Herrschaft Kobersdorf) erwähnt. Die ersten Siedler waren Kroaten, denen später die deutsche Bevölkerung folgte. 1643 wurde Neudorf als katholische Ortschaft erwähnt. 1934 wies Neudorf 351 Deutsche und 53 Roma als Bewohner auf. 1971 verlor Neudorf seine Selbstständigkeit und wurde (zusammen mit Landsee) ein Ortsteil der Gemeinde Markt Sankt Martin. Die Filialkirche Neudorf bei Landsee wird im Dehio-Handbuch Burgenland (1976) als „ehemalige Wallfahrtskirche zum Gegeißelten Heiland“ angeführt.
Das Marktrecht von Markt Sankt Martin wurde 1973 bestätigt.

## Kultur und Sehenswürdigkeiten

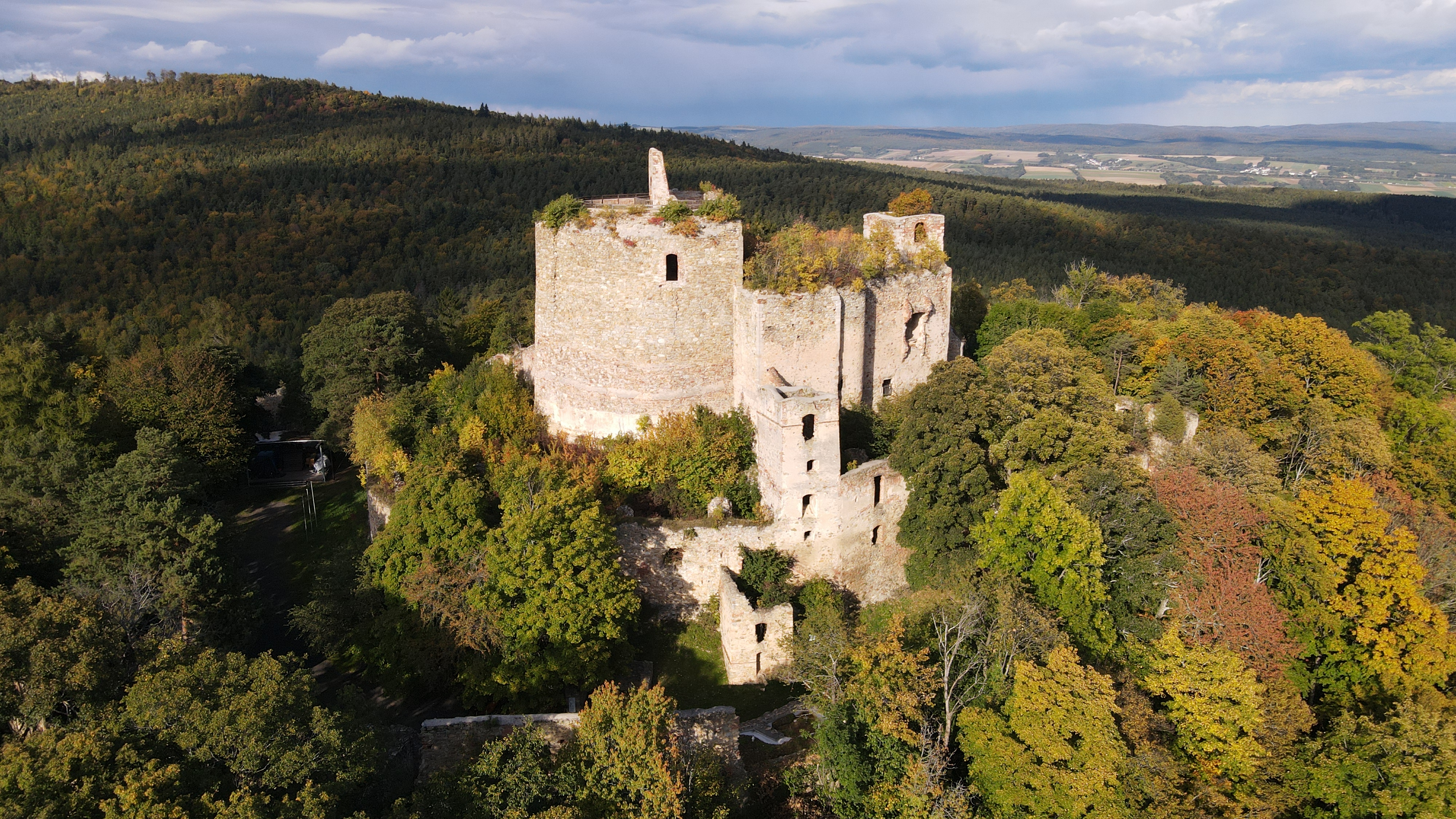
Burgruine Landsee

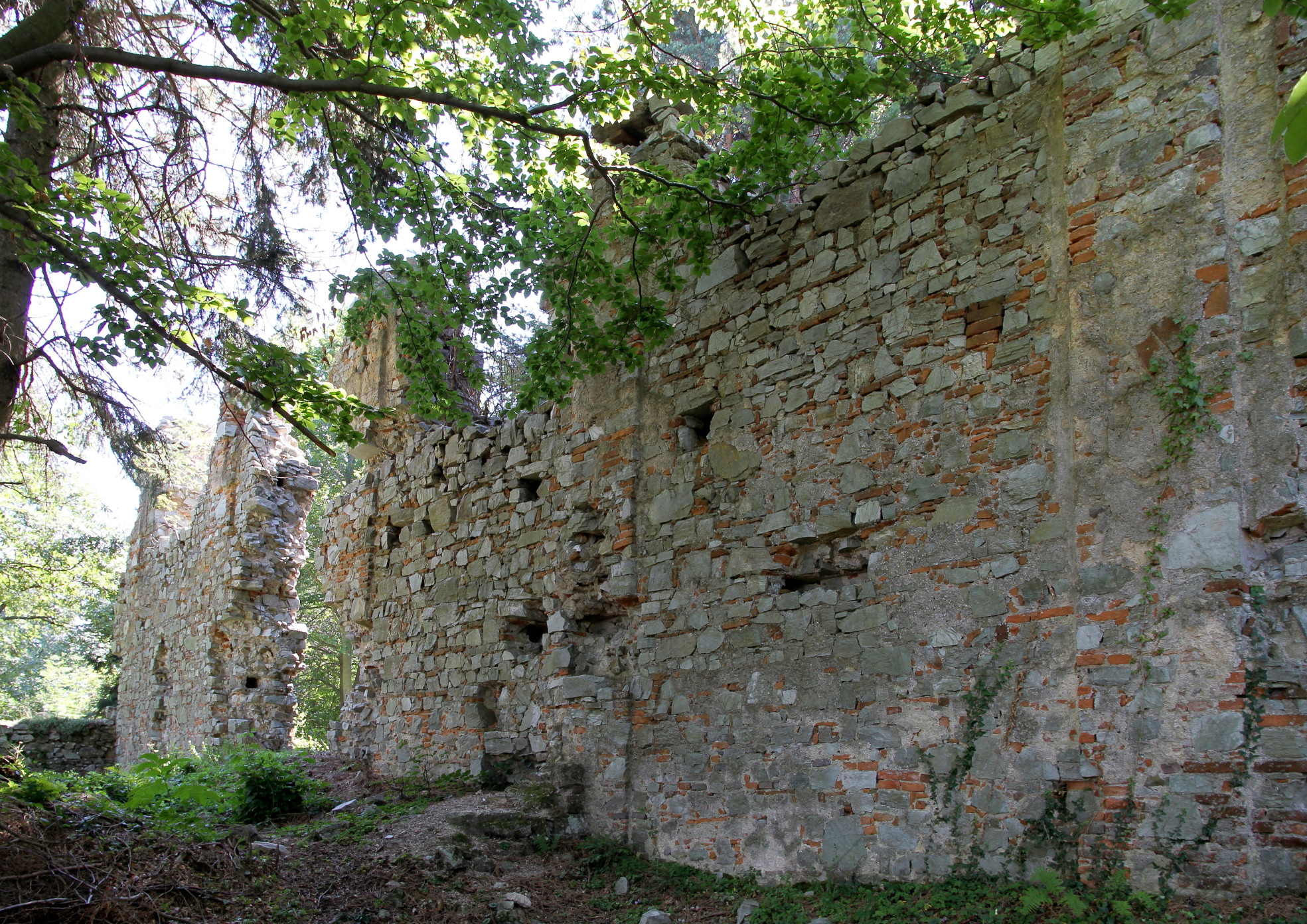
Kamaldulenserkloster Landsee

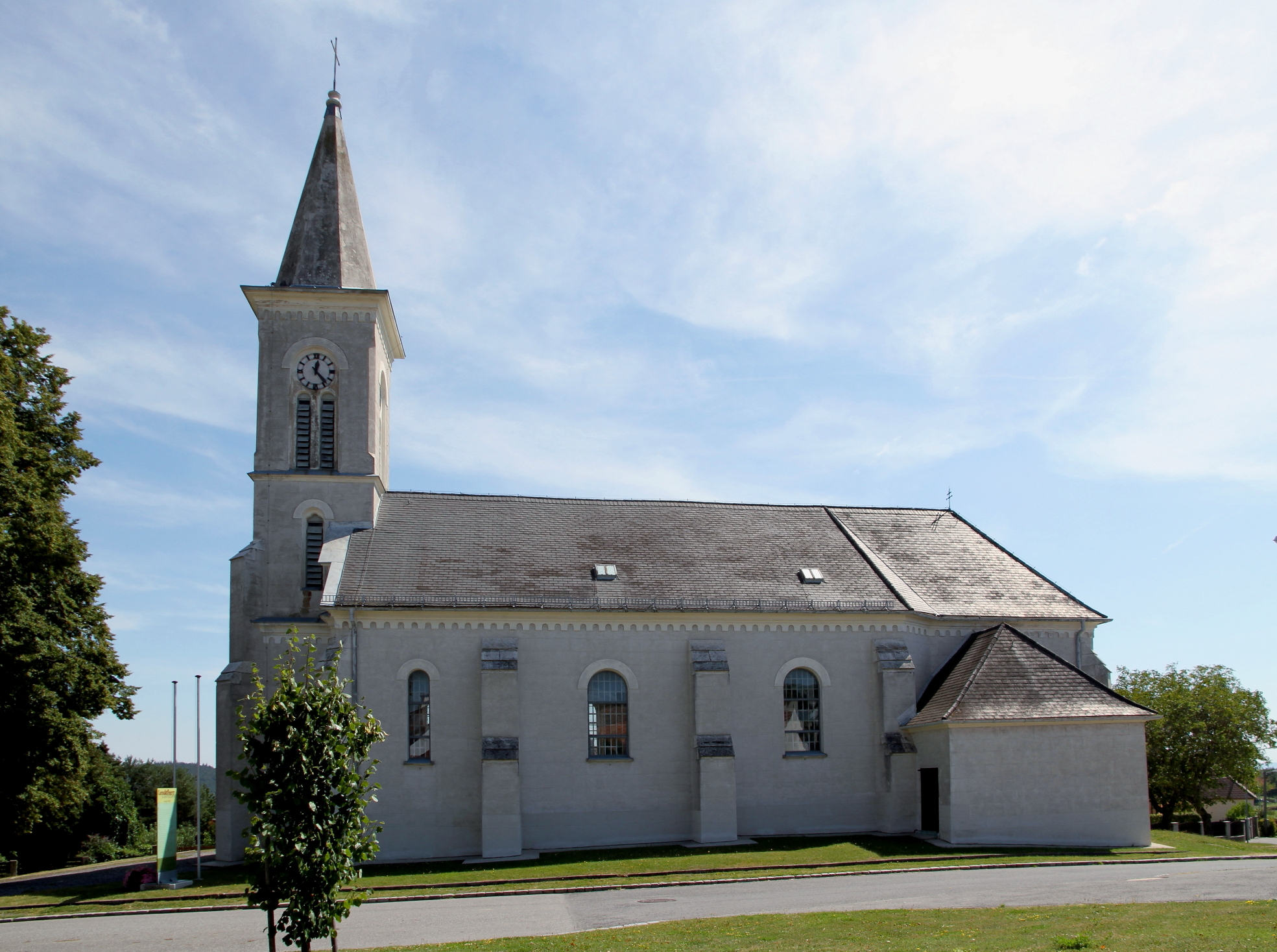
Pfarrkirche Landsee

- Katholische Pfarrkirche Markt St. Martin
- Katholische Pfarrkirche Landsee
- Burgruine Landsee: Die Burg liegt im Osten von Markt St. Martin und ist die größte von mehreren Ruinen, die nahe dem Ort liegen
- Kamaldulenserkloster Landsee: Nördlich des Ortes liegen auf dem Klosterberg die Reste eines von der Familie Esterházy 1701 gegründeten Klosters der Kamaldulenser, welches bereits 1782 im Rahmen der Josephinischen Reformen wieder aufgehoben wurde.
- Fluchtburg: Auf dem Heidriegel sind Reste einer Fluchtburg zu sehen
- Kirchenruine: In der Ried Rehbreiten befindet sich eine Kirchenruine aus dem 16. oder 17. Jahrhundert[6]

## Sport
- Martini-Strecke: eine Mountainbike-Strecke
- Naturbadesee und Campingplatz
- Lauf und Nordic Walking-Park
- Tennisplatz
- Radparcours
- Weitwanderwege: Zentralalpenweg, Ostösterreichischer Grenzlandweg, Burgenland-Weitwanderweg

## Wirtschaft und Infrastruktur
Der Ort beheimatet Betriebe aus den verschiedensten Sparten:
- Basaltwerk Pauliberg
- Diskothek Kuhstall, Nasa Bar[7]
- Pizzeria Venezia
- Autohaus Dorner[8]
- Getränkeautomaten Grill
- Tischlerei Parapatits[9]
- Pfrommer Strickwarenfabrik
- Kürbis-, Mohn- und Kernprodukte Schütz[10]

## Politik
Gemeinderat

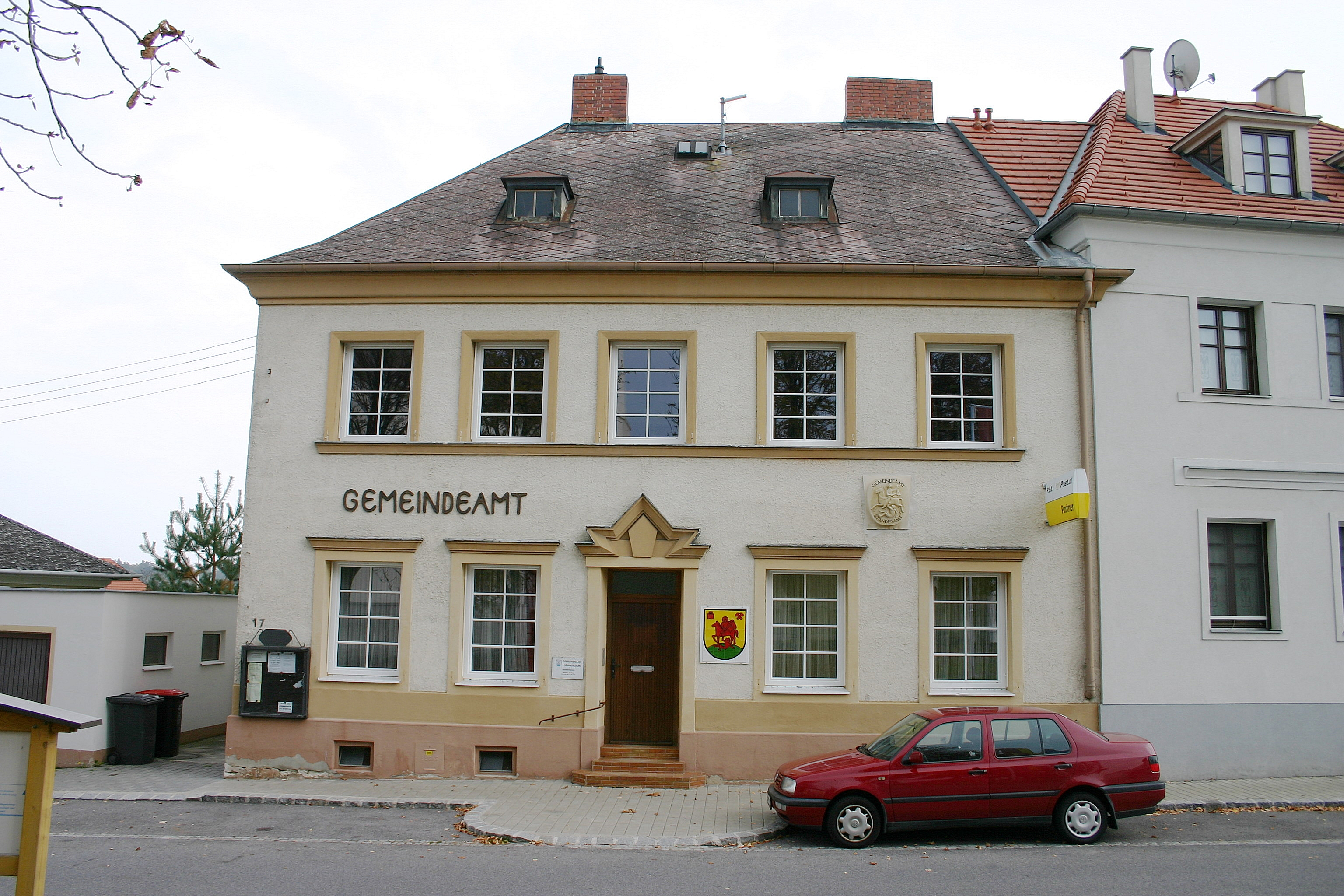
Gemeindeamt

Der Gemeinderat umfasst aufgrund der Anzahl der Wahlberechtigten insgesamt 19 Mitglieder.
| Partei          | 2022             | 2022             | 2022             | 2017             | 2017             | 2017             | 2012             | 2012             | 2012             | 2007             | 2007             | 2007             | 2002             | 2002             | 2002             | 1997             | 1997             | 1997             |
| Partei          | Sti.             | %                | M.               | Sti.             | %                | M.               | Sti.             | %                | M.               | Sti.             | %                | M.               | Sti.             | %                | M.               | Sti.             | %                | M.               |
| --------------- | ---------------- | ---------------- | ---------------- | ---------------- | ---------------- | ---------------- | ---------------- | ---------------- | ---------------- | ---------------- | ---------------- | ---------------- | ---------------- | ---------------- | ---------------- | ---------------- | ---------------- | ---------------- |
| SPÖ             | 722              | 71,77            | 14               | 628              | 66,31            | 13               | 467              | 53,37            | 10               | 547              | 60,98            | 12               | 494              | 56,07            | 11               | 391              | 46,49            | 9                |
| ÖVP             | 257              | 25,55            | 5                | 292              | 30,83            | 6                | 408              | 46,63            | 9                | 350              | 39,02            | 7                | 363              | 41,20            | 8                | 342              | 40,67            | 8                |
| FPÖ             | 24               | 2,39             | 0                | 27               | 2,85             | 0                | nicht kandidiert | nicht kandidiert | nicht kandidiert | nicht kandidiert | nicht kandidiert | nicht kandidiert | 24               | 2,72             | 0                | nicht kandidiert | nicht kandidiert | nicht kandidiert |
| KLART           | 3                | 0,30             | 0                | nicht kandidiert | nicht kandidiert | nicht kandidiert | nicht kandidiert | nicht kandidiert | nicht kandidiert | nicht kandidiert | nicht kandidiert | nicht kandidiert | nicht kandidiert | nicht kandidiert | nicht kandidiert | nicht kandidiert | nicht kandidiert | nicht kandidiert |
| WFG             | nicht kandidiert | nicht kandidiert | nicht kandidiert | nicht kandidiert | nicht kandidiert | nicht kandidiert | nicht kandidiert | nicht kandidiert | nicht kandidiert | nicht kandidiert | nicht kandidiert | nicht kandidiert | nicht kandidiert | nicht kandidiert | nicht kandidiert | 108              | 12,84            | 2                |
| Wahlberechtigte | 1265             | 1265             | 1265             | 1163             | 1163             | 1163             | 1129             | 1129             | 1129             | 1133             | 1133             | 1133             | 1091             | 1091             | 1091             | 1085             | 1085             | 1085             |
| Wahlbeteiligung | 83,56 %          | 83,56 %          | 83,56 %          | 85,98 %          | 85,98 %          | 85,98 %          | 84,94 %          | 84,94 %          | 84,94 %          | 86,58 %          | 86,58 %          | 86,58 %          | 88,63 %          | 88,63 %          | 88,63 %          | 85,35 %          | 85,35 %          | 85,35 %          |

Gemeindevorstand
Neben Bürgermeister Jürgen Karall (SPÖ) und Vizebürgermeister Patrick Fuchs (SPÖ) gehören weiters Friedrich Authried (SPÖ), Christian Draxler (ÖVP) und Gerald Horvath (SPÖ) dem Gemeindevorstand an.
Zu Ortsvorstehern wurden Patrick Fuchs (SPÖ, für Landsee) und Friedrich Authried (SPÖ, für Neudorf) ernannt.
Bürgermeister
Bürgermeister ist seit 28. Dezember 2016 Jürgen Karall (SPÖ). Nachdem Rudolf Steiner (SPÖ), der die Gemeinde seit 2002 leitete, im November 2016 seinen bevorstehenden Rücktritt bekanntgab, wurde im Rahmen der Gemeinderatssitzung Karall, der bisher Gemeindekassier war, zu seinem Nachfolger gewählt. Bei der Bürgermeisterdirektwahl am 1. Oktober 2017 wurde Karall mit 74,77 % in seinem Amt bestätigt. Sein Mitbewerber Bernhard Reisner (ÖVP) erhielt 25,23 %.
Bei der Wahl 2022 wurde Jürgen Karall mit 78,23 Prozent der Stimmen im Amt bestätigt.
Leiter des Gemeindeamts ist Gerhard Horwath.

### Wappen
|  | Blasonierung: „In Gold auf einem grünen Hügel stehend eine rote Darstellung des Heiligen Martin auf dem Pferd, den Mantel mit einem Bettler teilend, in den Oberecken vorne ein roter Wehrturm, hinten ein mit einem roten Schläger gekreuzter roter Hammer.“ |

## Persönlichkeiten

### Söhne und Töchter der Gemeinde
- Paul Kiss (1894–1961), Politiker (NSDAP)
- Ivan Wurglics (1924–2002), Landesbeamter und Politiker der SPÖ, Abgeordneter zum Burgenländischen Landtag
- Christine Heindl (* 1950), Berufsschullehrerin und ehemalige österreichische Politikerin (Grüne), 1990–1994 Abgeordnete zum Nationalrat